# Royal Rumble (2013)
Royal Rumble 2013, fue la vigesimosexta edición de Royal Rumble, un evento pago por visión de la WWE. Tuvo lugar el 27 de enero de 2013, en Phoenix, Arizona desde el US Airways Center. Los temas oficiales del evento fueron Champion de Clement Marfo & The Frontline y What Makes a Good Man de The Heavy.

## Argumento

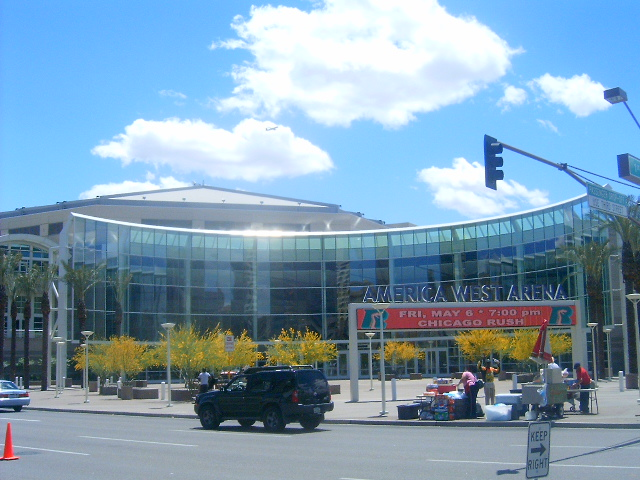
US Airways Center estdadio de dicho evento. La asistencia total fue de 15,103 personas.

El 2 de abril de 2012 en RAW, The Rock habló sobre su victoria sobre John Cena en WrestleMania XXVIII, y anunció que algún día regresaría para competir por el Campeonato de la WWE, abandonando temporalmente la WWE. En ese tiempo el campeón de la WWE CM Punk, había retenido el Campeonato contra Chris Jericho en WrestleMania y Extreme Rules en un Chicago Street Fight Match, ante Daniel Bryan en Over the Limit, No Way Out y en Money in the Bank a Bryan en un No Disqualification Special Guest Referee Match con A.J. cómo árbitro. En RAW 1000, The Rock hizo su regreso interrumpiendo a Bryan y a Punk, anunciando que en Royal Rumble lucharía por el Campeonato de la WWE. Esa misma noche, Cena canjeó su oportunidad, y durante la lucha, Show atacó dos veces a Cena, la segunda causando la descalificación, reteniendo Punk el Campeonato, en ese momento, The Rock volvió al ring a atacar a Show y cuando le iba a aplicar un "People's Elbow", Punk le aplicó un "Flying Clothesline" y un "Go To Sleep", pasando a Heel debido al carácter que adquirió en las siguientes semanas. Punk continuó defendiendo su campeonato ante diferentes luchadores, aumentando sus días de reinado. En Survivor Series cumplió un año de reinado cuando derrotó a Ryback y John Cena, gracias a la ayuda de The Shield (Seth Rollins, Dean Ambrose & Roman Reigns), un stable que le ayudó a retener el título el 7 de enero en RAW ante Ryback en un TLC Match. Al ser esta su última defensa programada, se hizo oficial el combate entre Punk y The Rock. El 21 de enero en RAW, The Rock fue atacado por The Shield mientras hacía una promo, por lo que Vince McMahon anunció que, si The Shield interfería en el combate (antes, durante y después) en Royal Rumble, Punk perdería el título y se lo daría a The Rock. El 25 de enero en SmackDown, Punk advirtió al stable que respetasen la decisión de McMahon.
El evento principal es el Royal Rumble Match, la lucha que da nombre al evento. En ella, 2 luchadores comienzan luchando en el ring y a intervalos de tiempo de 90 segundos se irán añadiendo otros 28 luchadores más. Los luchadores que pasen por encima de la tercera cuerda y toquen el suelo con ambos pies serán eliminados hasta que solo quede uno en el ring, quien será el ganador. En la primera edición, en 1988 fue la única de 20 luchadores, el año siguiente fue la primera edición de 30, en 2011 fue la priméra y única edición con 40 luchadores, pero en 2012 volvió a ser de 30. Desde 1990, el ganador fue al evento estelar de WrestleMania. En 1990, el ganador fue el Campeón de la WWF Hulk Hogan, en 1991, Hogan también ganó la lucha, sin embargo fue a WrestleMania debido a un feudo con el campeón Sgt. Slaugher y en 1992, el Rumble fue por la vacante del Campeonato de la WWF, y el ganador fue Ric Flair, ambos llegaron a WrestleMania como campeones, pero oficialmente, desde 1993, el ganador del Rumble obtendrá una lucha por un Campeonato Mundial (Campeonato de la WWE o Campeonato Mundial Peso Pesado de la WWE), y entre el 2006 y 2010, el Campeonato de la ECW) en el evento principal de WrestleMania. Durante las grabaciones de RAW del 19 de diciembre (emitido el 31); John Cena, que ganó la edición de 2008, se anunció como el primer participante del combate y en las grabaciones de SmackDown de esa misma semana, Sheamus y Randy Orton, que también fueron ganadores en ediciones anteriores, también anunciaron que participarían. El 7 de enero de 2013, Dolph Ziggler anunció que participaría en el Royal Rumble, y durante un segmento, 3MB (Heath Slater, Drew McIntyre & Jinder Mahal) también anunciaron su ingreso. El 11 de enero de 2013 Antonio Cesaro anuncia su ingreso por medio de un video. El 21 de enero en RAW se celebró un Beat the Clock Challenge donde el ganador podría elegir el número de salida. Después de que ganara Dolph Ziggler, la General Mánager de RAW Vickie Guerrero, anunció que podía elegir entre los números 1 y 2.
Desde finales de 2012, Alberto Del Rio comenzó una rivalidad con el Campeón Mundial Peso Pesado The Big Show, después de que humillara a su anunciador personal Ricardo Rodríguez, escogiéndolo sarcásticamente para luchar contra él en un combate titular el 7 de enero de 2013 en RAW. Dicho combate terminó con una victoria por descalificación para Big Show después de que Del Rio interfiriera. En el episodio del 11 de enero de SmackDown, Del Rio derrotó a Big Show en un Last Man Standing match por el Campeonato Mundial Peso Pesado, ganándolo por primera vez en su carrera. Tres días después en RAW, Big Show anunció que invocaría su cláusula de revancha en el pago por evento. La semana siguiente, se anunció que el combate sería otro Last Man Standing match.

## Resultados
- Pre-Show: Antonio Cesaro derrotó a The Miz y retuvo el Campeonato de los Estados Unidos. (07:37)
  - Cesaro cubrió a The Miz después de un "Neutralizer".
  - Esta lucha fue transmitida en vivo en Facebook, YouTube y WWE.com media hora antes del evento.
- Alberto Del Rio (con Ricardo Rodríguez) derrotó a The Big Show en un Last Man Standing Match y retuvo el Campeonato Mundial Peso Pesado. (17:43)
  - Del Rio ganó después de que Rodríguez atara los pies de Show con cinta sobre la cuerda inferior, y este no se levantara antes de la cuenta de 10 del árbitro.
- Team Hell No (Daniel Bryan & Kane) derrotó a Team Rhodes Scholars (Damien Sandow & Cody Rhodes) y retuvo el Campeonato en Parejas de la WWE. (09:29)
  - Bryan forzó a Sandow a rendirse con un "Game! Lock".
- John Cena ganó el Royal Rumble Match 2013. (55:05)
  - Cena eliminó finalmente a Ryback, ganando la lucha.
  - Durante el encuentro, Antonio Cesaro y The Miz se atacaron entre sí mientras este último hacía su entrada.
- The Rock derrotó a CM Punk (con Paul Heyman) y ganó el Campeonato de la WWE. (24:00)
  - The Rock cubrió a Punk después de un "Rock Bottom".
  - Durante la lucha, Heyman interfirió atacando a The Rock.
  - Durante la lucha, las luces del pabellón se apagaron, y cuando volvieron a encenderse, The Rock había sido golpeado contra la mesa de comentaristas, The Shield realizó el ataque.
  - Originalmente, Punk derrotó a The Rock después de que se volvieran a encender las luces, pero Mr. McMahon apareció para quitarle el campeonato a Punk por la interferencia de The Shield, pero The Rock pidió reiniciar la lucha, a lo que Mr. McMahon aceptó.
  - Por orden de Mr. McMahon, si The Shield interfería en el combate (antes, durante y después), Punk perdería el título y The Rock sería el nuevo campeón.

## Royal Rumble: entradas y eliminaciones

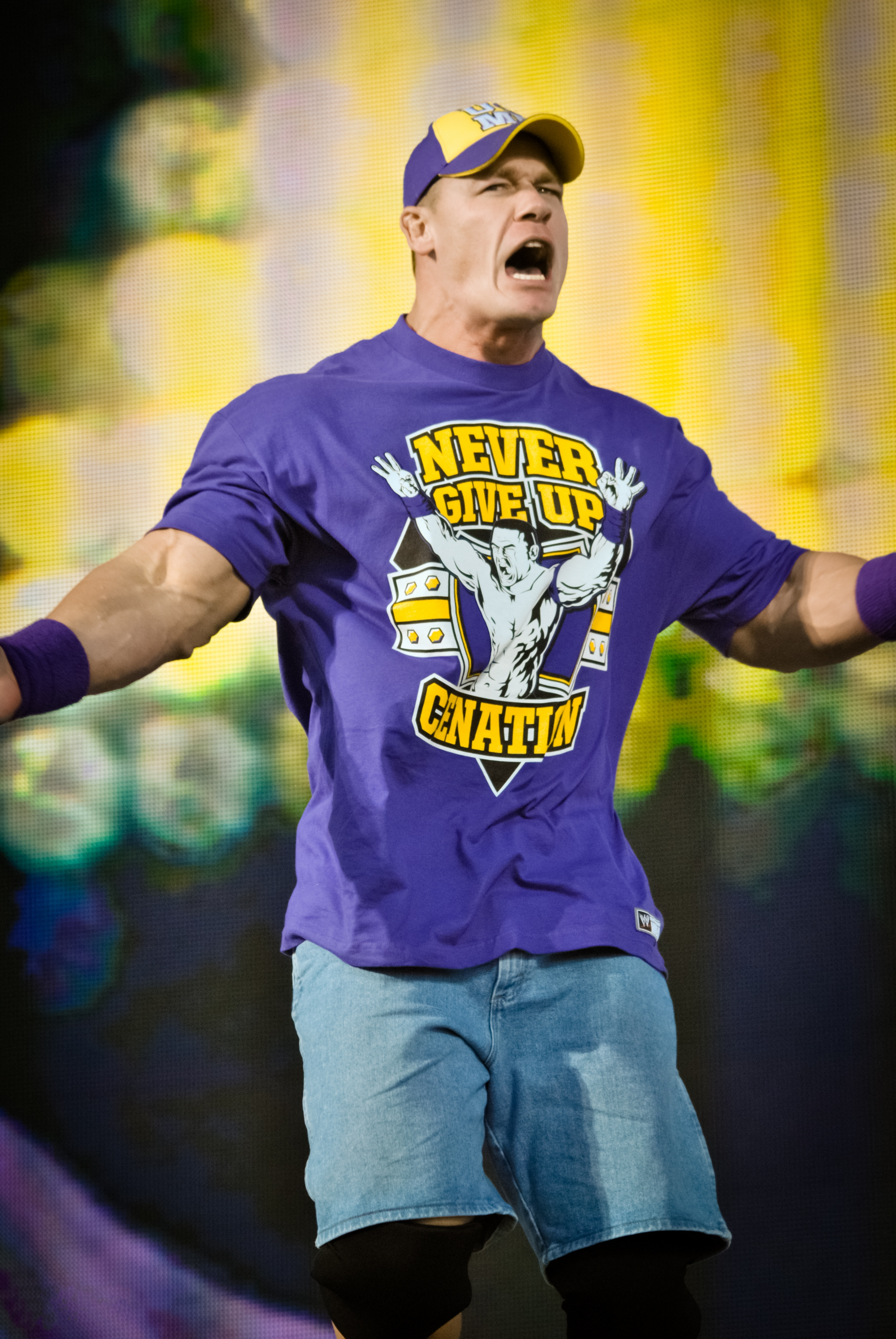
John Cena, ganador del Royal Rumble 2013.

El color gris ██ indica las superestrellas en modo Alumni, o que no pertenecen a ninguna marca, amarillo ██ indica la superestrella de NXT. Cada participante entraba en intervalos de 90 segundos.
| Entradas | Entradas        | Eliminado por | Eliminado por                            | Elim. | Tiempo |
| -------- | --------------- | ------------- | ---------------------------------------- | ----- | ------ |
| 1        | Dolph Ziggler   | 27            | Sheamus                                  | 2     | 49:47  |
| 2        | Chris Jericho   | 25            | Ziggler                                  | 2     | 47:53  |
| 3        | Cody Rhodes     | 12            | Cena                                     | 4     | 27:39  |
| 4        | Kofi Kingston   | 9             | Rhodes                                   | 2     | 22:18  |
| 5        | Santino Marella | 1             | Rhodes                                   | 0     | 00:55  |
| 6        | Drew McIntyre   | 2             | Jericho                                  | 0     | 02:40  |
| 7        | Titus O'Neil    | 3             | Sheamus                                  | 0     | 07:30  |
| 8        | Goldust         | 5             | Rhodes                                   | 0     | 09:41  |
| 9        | David Otunga    | 4             | Sheamus                                  | 0     | 04:24  |
| 10       | Heath Slater    | 11            | Cena                                     | 1     | 15:49  |
| 11       | Sheamus         | 28            | Ryback                                   | 5     | 37:23  |
| 12       | Tensai          | 7             | Kingston                                 | 0     | 05:37  |
| 13       | Brodus Clay     | 6             | Jericho, Slater, Rhodes, Sheamus & Young | 0     | 03:47  |
| 14       | Rey Mysterio    | 13            | Barrett                                  | 0     | 15:43  |
| 15       | Darren Young    | 8             | Kingston                                 | 1     | 02:51  |
| 16       | Bo Dallas       | 21            | Barrett                                  | 1     | 21:42  |
| 17       | The Godfather   | 10            | Ziggler                                  | 0     | 00:05  |
| 18       | Wade Barrett    | 20            | Dallas                                   | 2     | 20:34  |
| 19       | John Cena       | -             | Ganador                                  | 4     | 26:39  |
| 20       | Damien Sandow   | 22            | Ryback                                   | 0     | 16:26  |
| 21       | Daniel Bryan    | 16            | Cesaro & Kane                            | 2     | 07:55  |
| 22       | Antonio Cesaro  | 18            | Cena                                     | 1     | 08:50  |
| 23       | The Great Khali | 14            | Kane & Bryan                             | 0     | 03:08  |
| 24       | Kane            | 15            | Bryan                                    | 2     | 01:46  |
| 25       | Zack Ryder      | 17            | Orton                                    | 0     | 02:34  |
| 26       | Randy Orton     | 26            | Ryback                                   | 1     | 10:20  |
| 27       | Jinder Mahal    | 19            | Sheamus                                  | 0     | 02:10  |
| 28       | The Miz         | 24            | Ryback                                   | 0     | 05:08  |
| 29       | Sin Cara        | 23            | Ryback                                   | 0     | 03:27  |
| 30       | Ryback          | 29            | Cena                                     | 5     | 09:06  |

1. ↑  Bo Dallas ganó la final de un torneo para ser el único luchador de NXT en participar del Royal Rumble.
2. ↑  Wade Barrett ya se encontraba eliminado.
3. ↑  Kane ya se encontraba eliminado.